# Samuel Goldwyn

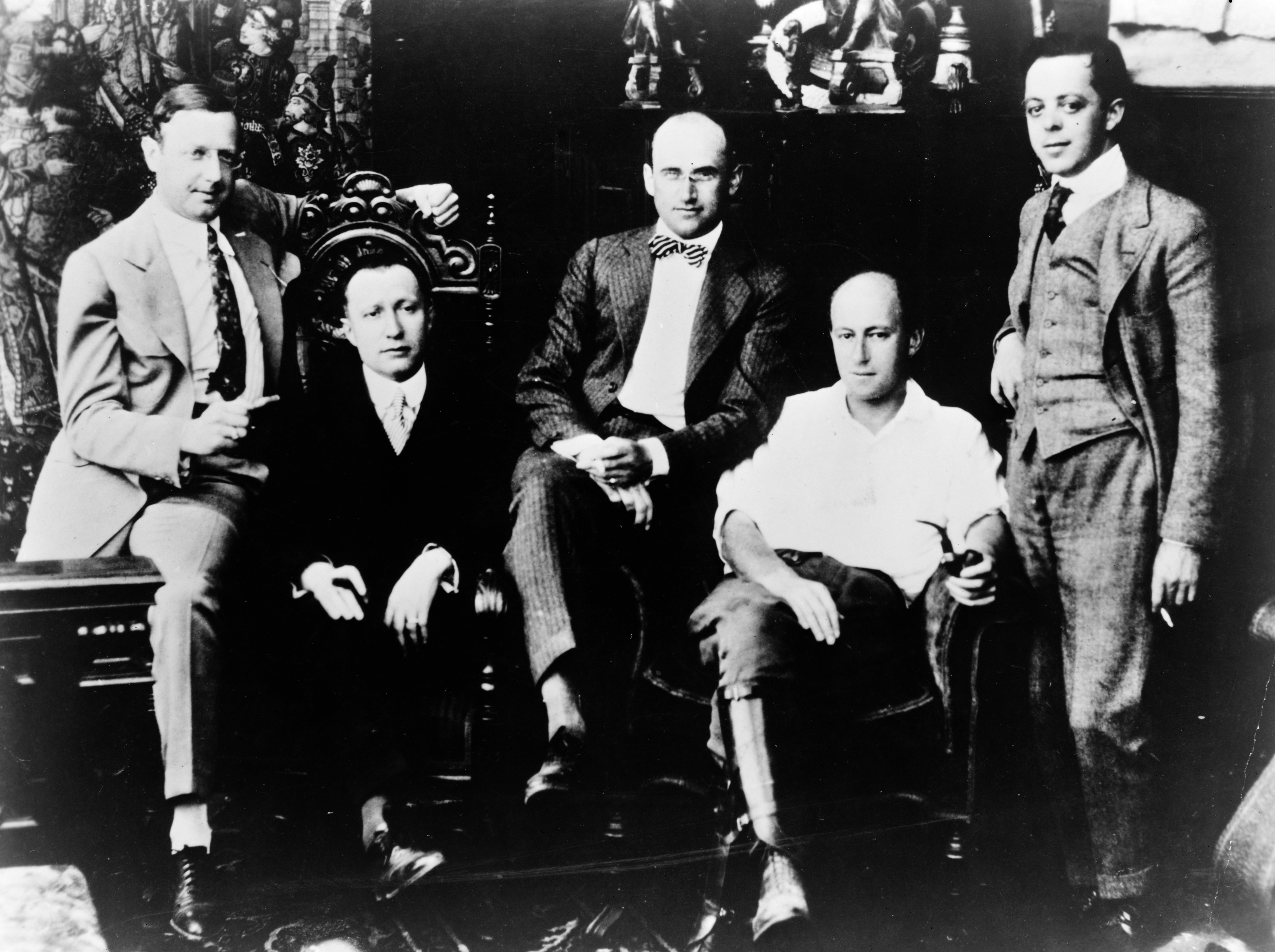
Samuel Goldwyn (i mitten) med Jesse L. Lasky, Adolph Zukor, Cecil B. DeMille och Al Kaufman, 1916.

Samuel Goldwyn, ursprungligen Szmuel Gelbfisz (jiddisch: שמואל געלבפֿיש), under en tid även känd som Samuel Goldfisch, född 27 augusti 1882 i Warszawa i Polen, död 31 januari 1974 i Beverly Hills, Kalifornien, var en amerikansk filmproducent. Han invandrade till USA via England 1895.
I USA fick han namnet Goldfish. Tillsammans med sin svåger Jesse Lasky bildade han 1913 en av de första amerikanska filmbolagen, Jesse L. Lasky Feture Picture Company, vars första film, The Squaw Man blev Cecil B. DeMilles genombrottsilm. Efter något år lierade han sig med Adolph Zukor och Paramount Pictures. 1916 lämnade Goldwyn detta bolag och grundade 1918 Goldwyn Pictures tillsammans med sin bror och bröderna Edgar och Archibald Selwyn. 1926 överlät han detta bolag till Marcus Loew i Metro Pictures, och bolagets namn ändrades då till Metro Goldwyn Mayer Company. Samtidigt övergick Goldwyn till fri produktion. Han övertog senare tillsammans med britten Alexander Korda det av D.W. Griffith, Charlie Chaplin och Mary Pickford 1919 grundade filmbolaget United Artists. Han fortsatte att som oberoende producent skapa filmer i spetsen för sina bolag, Samuel Goldwyn Productions, Incorporated. 1923 utgav han självbiografin Behind the screen.
Hans lustiga uttalanden har fått en egen benämning, "goldwynismer", såsom: 
A verbal contract isn’t worth the paper it’s written on.
Include me out.
What we need now is some new, fresh clichés.
Why did you name your son John? Every Tom, Dick and Harry is called John.
1971 tilldelades han den amerikanska Frihetsmedaljen.

## Filmografi i urval
- 1925 – Ben-Hur
- 1936 – Varför byta männen hustru?
- 1939 – Svindlande höjder
- 1941 – Kvinnan utan nåd
- 1946 – De bästa åren
- 1947 – Ängel på prov
- 1948 – Vilda toner
- 1952 – H.C. Andersen
- 1955 – Pysar och sländor
- 1959 – Porgy and Bess